# Kościół św. Andrzeja w Krakowie
Kościół św. Andrzeja – zabytkowy rzymskokatolicki kościół klasztorny klarysek znajdujący się w Krakowie, w dzielnicy I Stare Miasto przy ulicy Grodzkiej 54, na Starym Mieście.

## Historia
Kościół zbudowano w latach 1079–1098, z fundacji palatyna Sieciecha. Był główną świątynią osady Okół. Znajdował się początkowo pod patronatem benedyktynów z opactwa w Sieciechowie, a potem z Tyńca. Być może początkowo nosił wezwanie św. Idziego. Według Długosza broniła się tutaj ludność Okołu przed Mongołami w 1241. W 1243 Konrad Mazowiecki podczas walk o tron krakowski otoczył kościół fosą i wałem. Ponowny najazd tatarski z 1260 spowodował prawdopodobnie częściowe zniszczenie świątyni.
W 1320 kościół otrzymały klaryski, dotąd mające swoją siedzibę w Grodzisku pod Skałą. Wybudowano wówczas dla nowych lokatorek zabudowania klasztorne z fundacji króla Władysława Łokietka. Kościół kilkakrotnie padał ofiarą pożarów, nie spowodowało to jednak poważniejszych zmian w wyglądzie zewnętrznym (poza dodaniem barokowych hełmów wież i portalu od strony północnej), ale w XVIII w. dokonano gruntownej barokizacji wnętrza (prace prowadzić tu mieli Baltazar Fontana – dekoracja stiukowa i polichromia, oraz być może Franciszek Placidi – ołtarz).

## Architektura i wystrój wnętrza
Kościół św. Andrzeja zachował do dziś pierwotną bryłę romańską. Ma on charakter obronny. Jest dwuwieżową bazyliką typu saskiego, złożoną z krótkiego (jednoprzęsłowego) trójnawowego korpusu, transeptu oraz prezbiterium zamkniętego apsydą. Prezbiterium odgradzało od nawy lektorium. Kamienne mury tworzą głównie naprzemienne warstwy wapienia i piaskowca. Nad nawami wznosiły się empory, które obiegając wnętrza wież kończyły się w bocznych ramionach transeptu. Nawę środkową od bocznych odgradzają filary arkadowe (pochodzące raczej z okresu baroku), związane z lizenami u ścian bocznych, w tęczy i przy ścianach obu wież.
Fasada zachodnia uwieńczona jest dwoma, u podstawy czworokątnymi, wyżej ośmiobocznymi, wieżami z biforiami. Wraz z triforium u szczytu centralnej części fasady okna te kontrastują z ciężką masą części dolnej, w której znaleźć można jedynie otwory strzelnicze (i ślad po zamurowanym pierwotnym portalu). Zewnętrzne ściany prezbiterium i apsydy są oplecione lizenami i zwieńczone fryzem arkadowym, co wzbogaca surową bryłę świątyni. Kontrastują z romańską bryłą gotyckie oratorium oraz barokowe hełmy wież. Wnętrze posiada obecnie bogaty wystrój barokowy, choć odnaleziono także fragmenty średniowiecznych malowideł. W północnej wieży na wysokości I piętra znajduje się wyryty w kamieniu podpis XII-wiecznego muratora.
Polichromia w kopule przedstawia Sąd Ostateczny, a w prezbiterium glorię św. Klary, Salomei i Kingi wraz z koronacją Matki Bożej w absydzie. W głównym ołtarzu znajduje się obraz św. Andrzeja, a w mensie ołtarzowej barokowe tabernakulum z XVIII wieku. W prezbiterium są również zabytkowe organy 8-głosowe.
Od północnej strony przylega do prezbiterium gotycka kaplica z XIV w., służąca jako zakrystia. Jej budowa spowodowała zniszczenie niewielkiej apsydy przy północnym ramieniu transeptu. Przypuszcza się, iż kaplica ta została zbudowana jako kaplica grobowa możnego rodu Tęczyńskich.

## Klasztor
Do kościoła przylega klasztor wzniesiony na planie nieregularnego czworoboku, z wirydarzem pośrodku. Pod koniec XVI wieku i na przełomie XVI i XVII wieku klasztor był przebudowywany. W 1843 roku powstała neoromańska elewacja od ul. Grodzkiej. W skarbcu klasztornym przechowywane są cenne zabytki, m.in. XIII wieczne relikwiarze, unikatowy, mozaikowy obraz Matki Bożej w stylu bizantyńskim z przełomu XII/XIII wieku oraz najstarsze figurki jasełkowe, pochodzące z początku XIV wieku, ofiarowane prawdopodobnie przez Elżbietę, siostrę króla Kazimierza Wielkiego. W klasztornej bibliotece znajdują się m.in. późnoromański graduał z XIII wieku i iluminowane, wczesnogotyckie księgi.

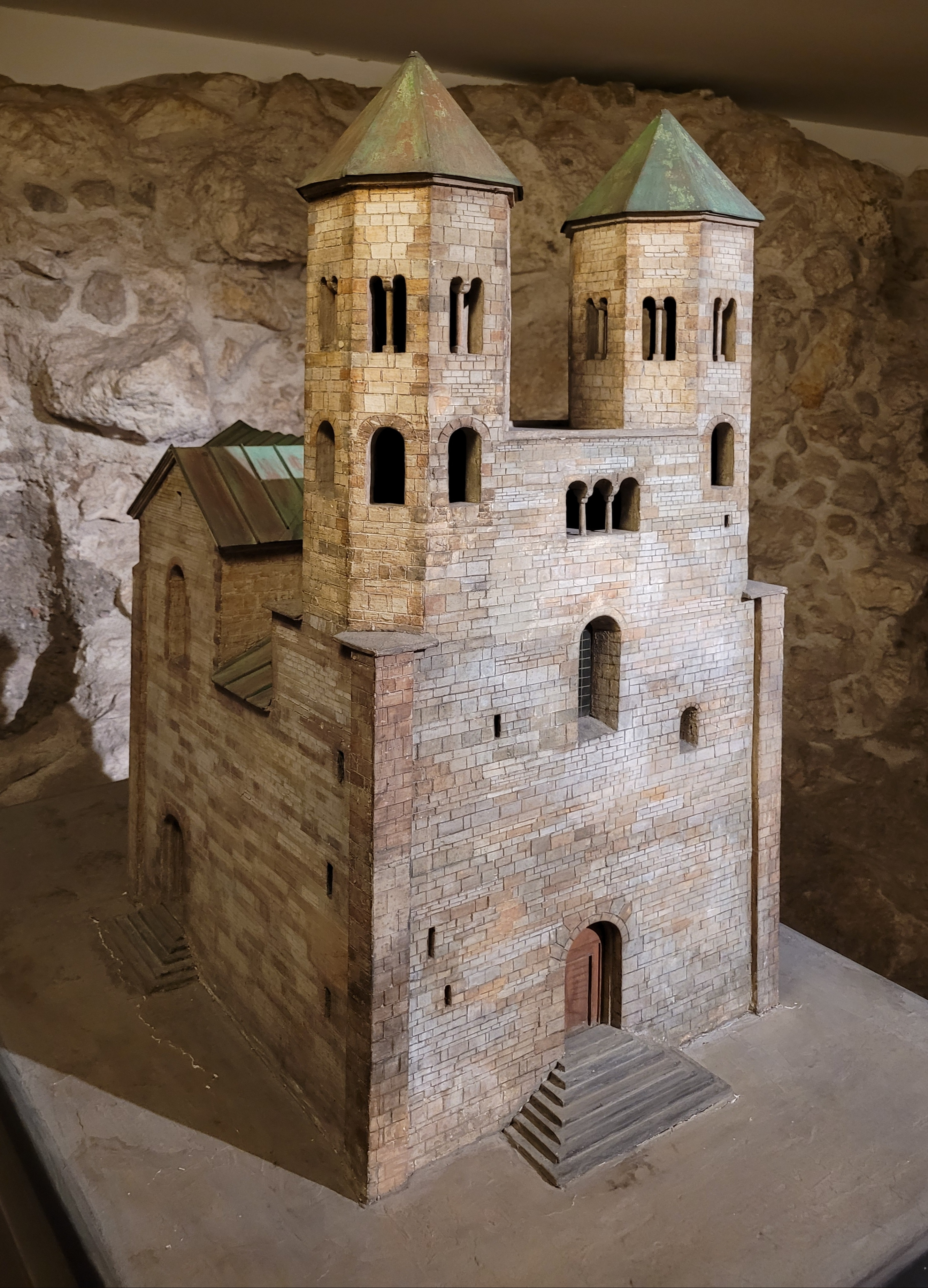
Model rekonstrukcji kościoła w formie romańskiej
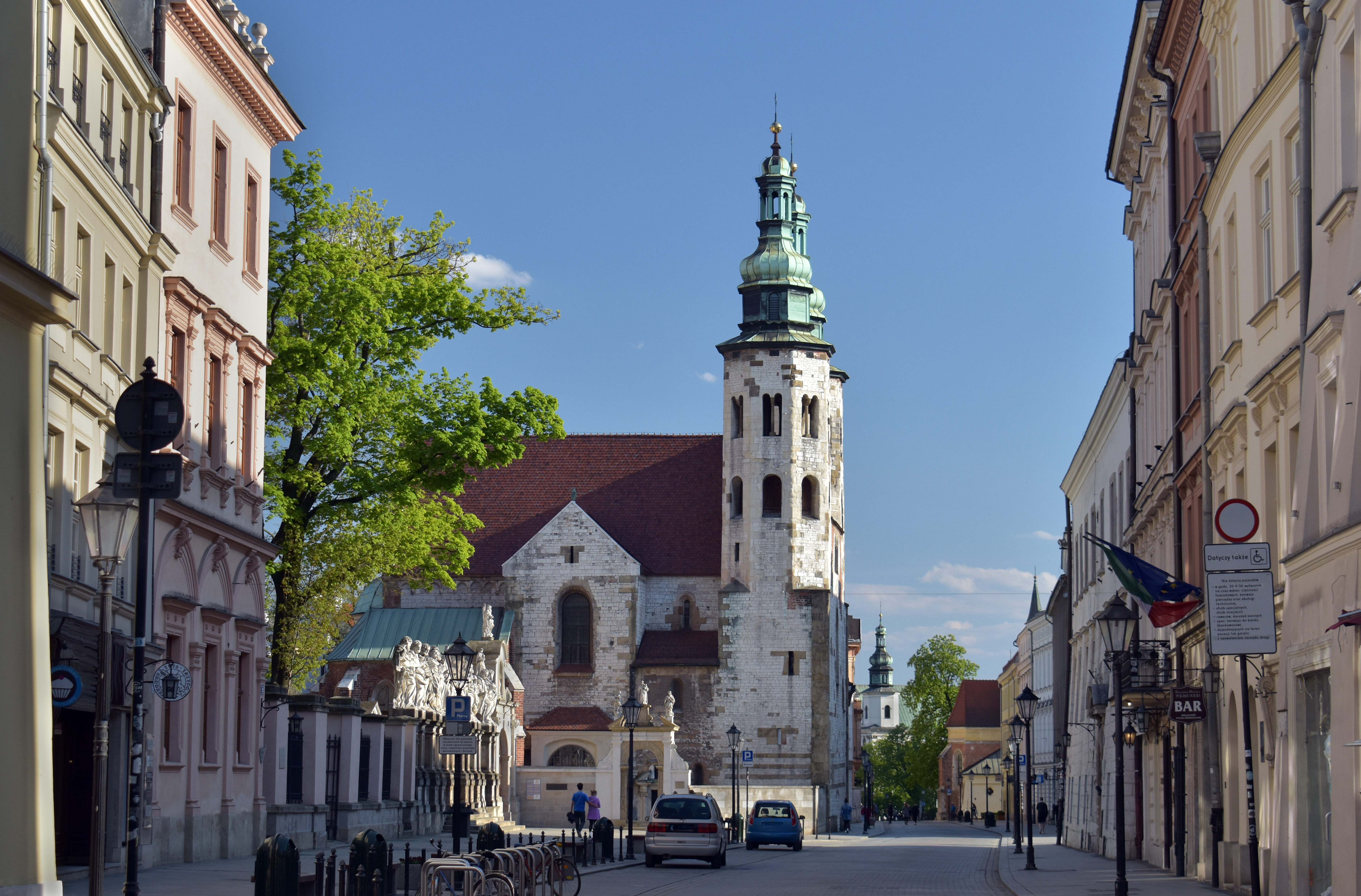
Widok z północy z ul. Grodzkiej
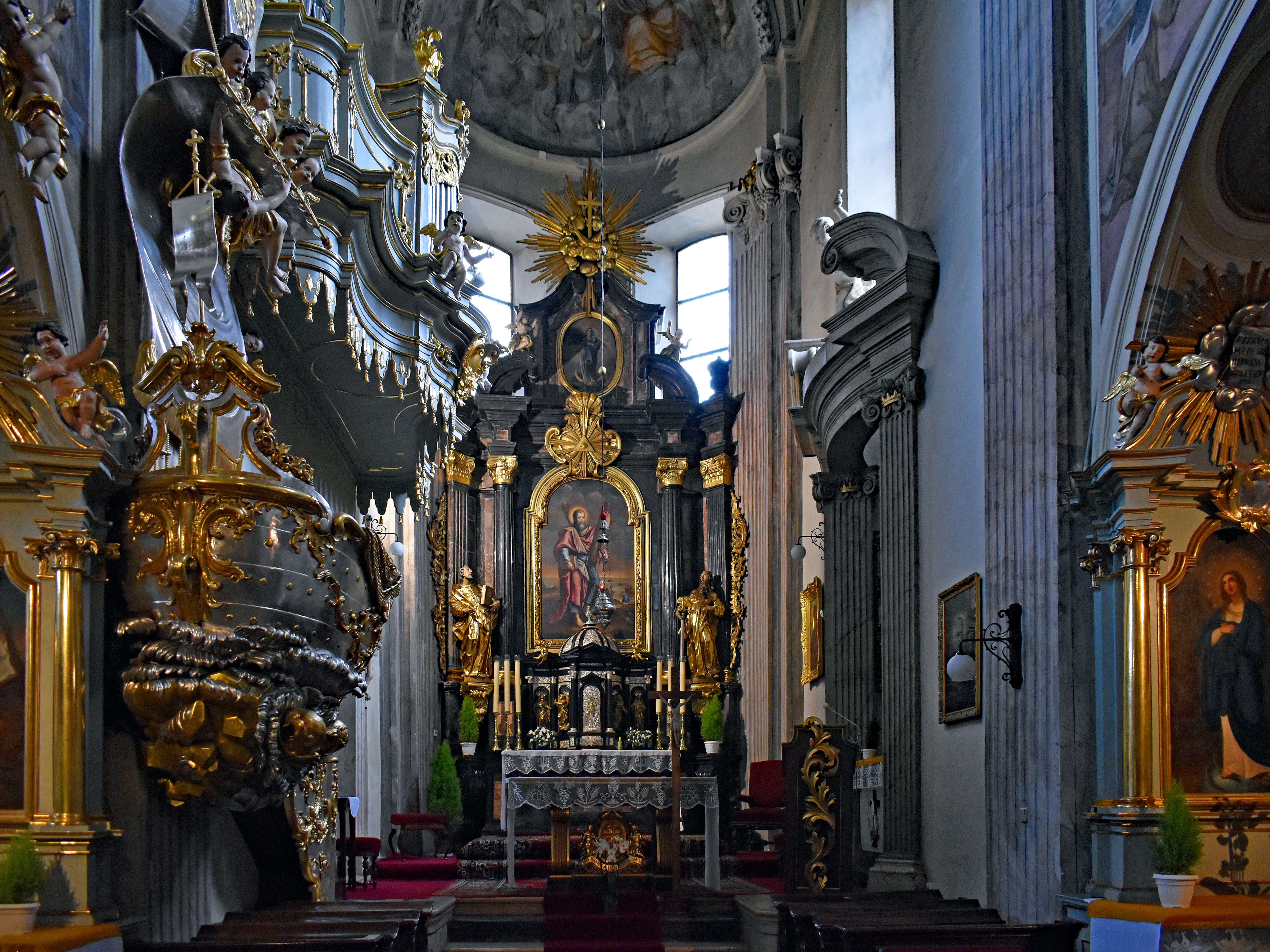
Wnętrze kościoła
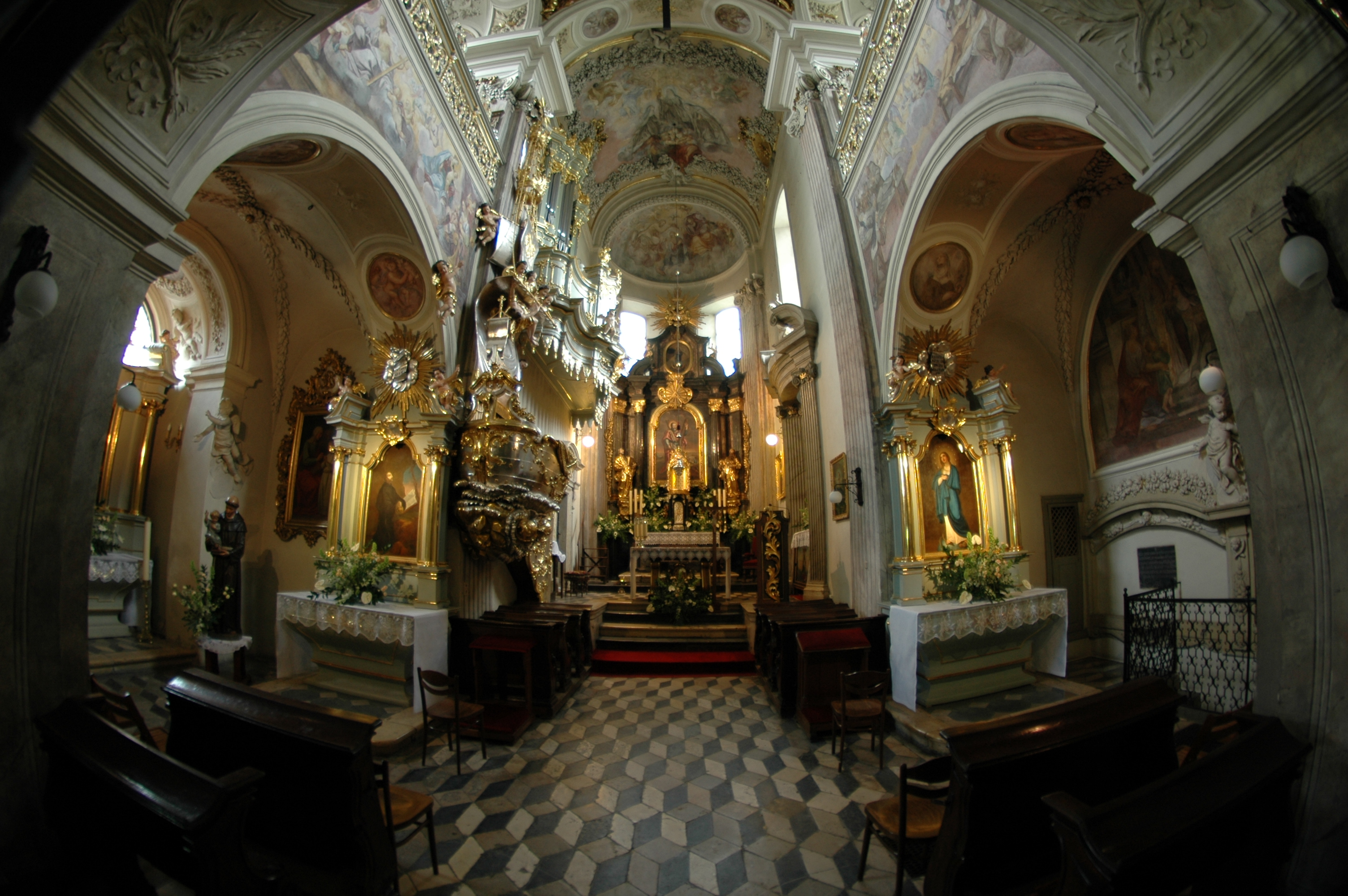
Wnętrze kościoła